# Ernst Udet
Ernst Udet (Frankfurt, Német Birodalom, 1896. április 26. – Berlin, Harmadik Birodalom, 1941. november 17.) a Német Birodalom második legeredményesebb pilótája, 62 igazolt légi győzelmével. Így 18 győzelemmel maradt le a „vörös báró” (Manfred von Richthofen) mögött. Udet az első világháború legeredményesebb életben maradt német pilótája is volt. Azután a NSDAP tagja lett, főként azért, mert barátja és bajtársa Hermann Göring biztosította neki a jól fizető állást. Udet nem tartozott a magas pilóták közé, 160 cm-ével szinte mindenki más magasabb volt nála. De amilyen kis növésű ember volt, ugyanolyan harcias is. Később a Luftwaffe főfelügyelője lett. Szolgálatát vaskereszttel, Pour le Mérite érdemrenddel ismerték el, és tagja lett a Hohenzhollern házi rendnek.

## Élete

### Korai évek
1896. április 26-án született Frankfurtban. Édesanyja Paula Udet volt. Fiatalkorában ráaggatták a Sonntagchild azaz a vasárnapi gyerek jelzőt, amely azokat a gyerekeket illette meg, akiknek felhőtlen és gondtalan gyermekkoruk volt. Amikor Ernst még csak néhány hónapos volt, a család Münchenbe költözött. Itt nőtt fel egy repülőgépgyár és repülőtér szomszédságában, ahova rendszeresen átjárt, mivel gyerekkorától kezdve arról álmodott, hogy repülhessen.  Ismerősei között hírhedtté tette nemtörődömsége és rendetlensége, ezenkívül legfontosabb ismertetőjele a 150 centiméteres magassága volt. Udetet a kezdettől fogva lenyűgözték a repülőgépek. Fiatalkorában több repülőgépmakettet épített, majd egy vitorlázógépet az egyik barátjával. Ez a kis vitorlázó repülő nem állt másból, mint néhány rúdból, kötélből és vászonból. A közeli dombon próbálkoztak az első repüléssel, de Udet és a gép is összetört.
1913-tól kezdve rendszeresen járt a repülőtérre, ebben az évben beteljesült a legnagyobb vágya, végre ténylegesen is repülhetett. Ebben Otto Works tesztpilóta segített neki, aki egy Taube monoplánnal repült. Amint felszálltak, Udet eldöntötte, hogy pilóta lesz. Csodálatos érzés volt számára a repülés, ennek akarta egész életét alárendelni.

### Az első világháborúban

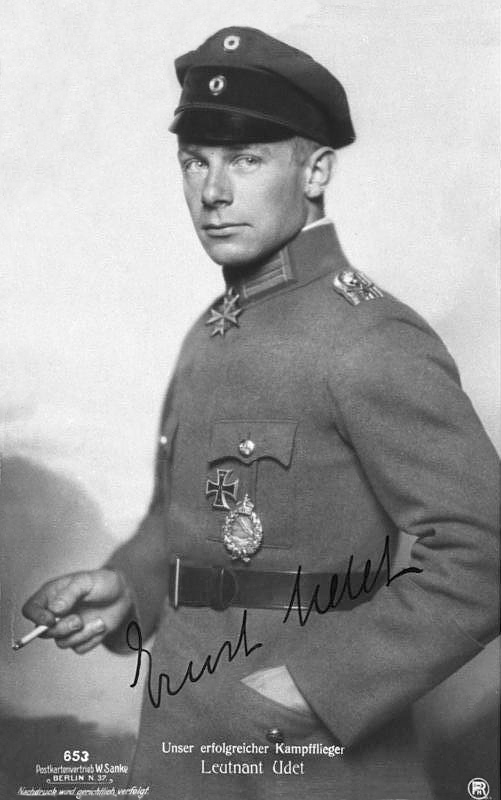
Udet fiatalkorában

Katonai karrierje 1914-ben kezdődött, amikor jelentkezett katonának, és beosztották a 26. Württembergi hadosztályba mint motoros futárt. Azért nem lett gyalogos vagy lovas, mert túl alacsony volt (csupán 160 cm). Udet miután kikerült a frontra az egyik útján tüzérségi támadásba került, a motorját eltalálták és ő maga is megsebesült a vállán. Ekkor gyógykezelésre kórházba került. Felépülése közben különórákon tanult repülni, majd 1915 szeptemberében csatlakozott a szerveződő német légierőhöz. A háborúnak e korai szakaszában Udet még csak tüzérségi megfigyelőként vette ki részét a harcokból.
1916 elején átvezényelték egy vadászalakulathoz (Flieger Abteilung 68), ahol Fokker D.III-sal repült. A repülési vizsga írásbeli részén Udet kétszer is megbukott. Érdekesség, hogy barátja Richthofen is megbukott az írásbeli vizsgán, méghozzá háromszor. Később mindezek ellenére mégis ők lettek a legeredményesebb német repülő ászok.
Első légi harcában késlekedett, nem merte megtámadni az ellenséget, majd egyenesen a francia gép felé repült. Udet tüzet nyitott, erre a francia Caudron G.4 támadásba lendült és a két gép szemtől szemben repült egymással. A német pilóta rövid idő múlva abbahagyta a tüzelést, de a francia még több lövést is leadott a  gépére. Hirtelen érezte, hogy lerepül róla a pilótaszemüveg. Az egyik szeme megsérült – eközben a francia gép eltűnt a felhők között –, és a vér patakokban folyt az arcán, ráadásul nem tudta, hogy van-e még ellenség a környéken. Ezért el kellett menekülnie, és majdhogynem függőlegesen zuhant a föld felé. Sikerült egy darabban visszavinnie gépét a repülőtérre, de ez a kaland örök emléket hagyott benne. Miután a sebeit bekötözték, komolyan elgondolkodott a dolgokon. Ezután az incidens után megfogadta, hogy bármilyen sikertelen helyzetben lesz is, mindig megtámadja az ellenfelet, és sohasem futamodik meg. Egy légi harcból sem menekült el, kivéve, amikor kifogyott a lőszere.
1916. március 18-án lelőtte első francia ellenségét Mulhouse légterében, egy Farman F.40-est, amikor egymaga támadott meg egy francia köteléket. Udet felszállt egy Fokkerrel, és üldözőbe vett két francia gépet, amelyek elvezették egy 22 fős kötelékhez. A célja a Farman F.40-es bombázó volt. Udet a lehető legnagyobb sebességgel száguldott, de ezúttal nem hagyta magát. Folyamatos tűz alatt tartotta a Farmant és miután az füstölve és lángolva lezuhant, Udet távozott helyszínről, mivel nem akart a nagyjából 20 francia gép könnyű prédája lenni. Ezért a bátor tettéért elnyerte az első osztályú vaskeresztet. További öt győzelmet aratott a Jasta 15-ben.
1917 januárjában a Jasta 15 (amelyben egy ideig Udet is szolgált) a leghíresebb francia vadászszázaddal, a Les Cigognes-nyel (Gólyák) került egy frontvonalra. Ez a francia század arról volt híres, hogy ott szolgált Georges Guynemer, Franciaország legeredményesebb pilótája. Később Udet, amikor Guynemer-vel már több mint 20 perce párbajozott, a géppuskája a csata közepén megakadt, és a pilóta kétségbeesetten próbálta megjavítani az elromlott géppuskát. Meglátta ezt Guynemer és befejezte a támadást. Nagy köröket írt le Udet gépe felett, majd mellérepült, intett neki és elrepült. Ezzel fejezték ki egymás iránti tiszteletüket a pilóták. A jelenet szakmai körökben igen népszerű lett, és nagyon kevés az olyan, pilótákkal foglalkozó könyv, amelyben nincs utalás erre az emlékezetes légi harcra.
Az „Gólyákkal” zajló harc rendkívül sok áldozatot szedett a német pilóták közül. Udet boldog volt, mert hatodik győzelmeként lelőtt egy SPAD VII.-est viszont öröme nem volt felhőtlen. A harcban elvesztette legjobb barátait és bajtársait, köztük Max Reinhold hadnagyot. „Én vagyok az utolsó Jagdstaffel 15. Egy másik fronton szeretnék harcolni. Nálad.” Ezt írta Udet Kurt Grasshoff hadnagynak, a Jasta 37. parancsnokának, régi barátjának. Így 1917. július 23-án áthelyezték a Jasta 37-be. Itt több mint 15 légi győzelmet aratott. Többek között angol Sopwith Cameleket is legyőzött.

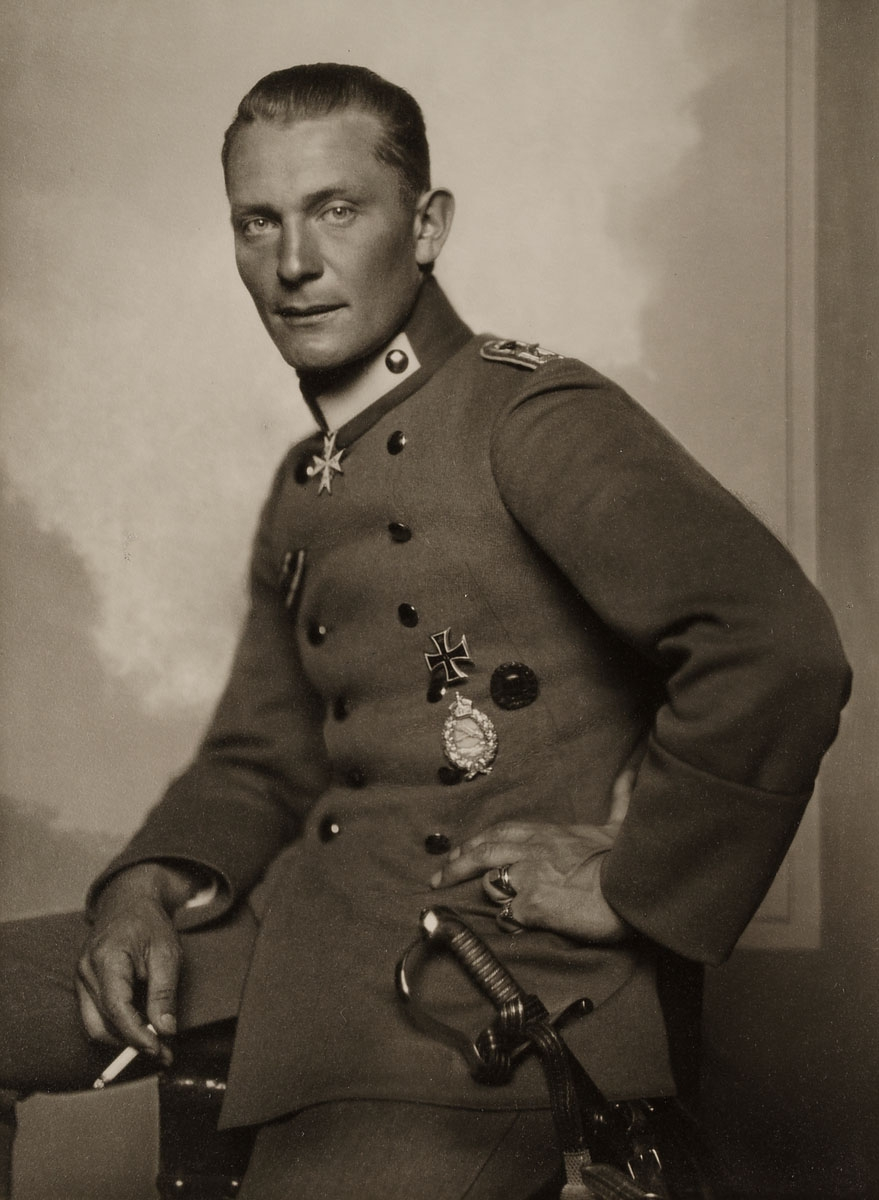
Hermann Göring 1918 körül. Göring Udet igen közeli barátjává vált, aki később is egyengette karrierjét

1918. június 2-án először került szembe amerikai pilótákkal, de csakúgy, mint az angolok vagy a franciák, ők sem okoztak gondot Udetnek, és még ezen a napon lelőtt egy (mások szerint két) Nieuport 28-as repülőgépet. A pilóták közül az egyiket, Walter B. Wanamakert csupán eltalálta, így az amerikai túlélte az esetet. Udet azonban ezzel nem érte be, megkínálta egy cigarettával, és elbeszélgetett az amerikaival. Néhány perccel később a német ász leszedte az ellenséges gép sorozatszámát (N6347) mint hadizsákmányt. Később 1931-ben egy clevelandi repülési versenyen Udet visszaadta a relikviát az amerikainak. 1918. április 21-én A vörös báró elesett egy légi harcban. Richthofen elvesztése olyan mértékű morálcsökkenéssel járt, hogy több pilóta a leszerelését kérte, rengetegen pedig új századba lettek áthelyezve. Ilyen pilóta volt Ernst Udet is, amikor 1918 májusában áthelyezték a Jasta 11-ből a Jasta 4-be Hermann Göring, Pour le Mérite érdemrenddel kitüntetett német pilóta, a későbbi német Gestapo és SA vezér kezei alá. Göring teljességgel megváltoztatta Udet gondolkodásmódját, és nemsokára jó barátok lettek. Ám később kiderült, Göring inkább érdekből barátkozott Udettel.
Bár a növekvő ellenséges túlerő a szárazföldön egyre jobban felőrölte a németeket, a levegőben a német ászpilóták vezérlése a központi hatalmak (főleg a Német Birodalom) pilótái alatt továbbra is véres csatákat vívtak főként az angolokkal, az amerikaiakkal, és a franciákkal. Udettől is megkövetelték, hogy továbbra is teljes erőbedobással harcoljon, és ezt be is váltotta. A háború végéig számos bevetésen vett részt, és további 26 légi győzelmet aratott. Utolsó kettőt 1918. szeptember 26-án. Udet volt a legtöbb légi győzelmet elérő német ász, aki túl is élte a világháborút.

### Első világháborús légi győzelmei

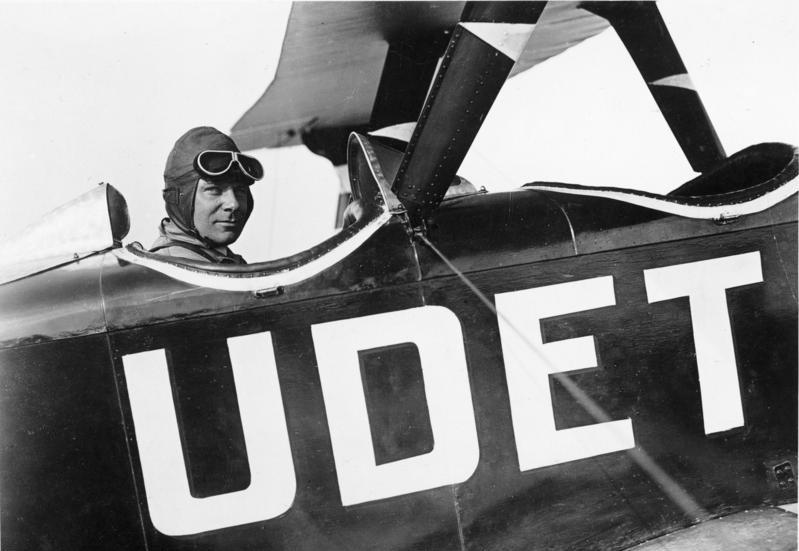
Udet az U-12-es "Flamingó"-ban

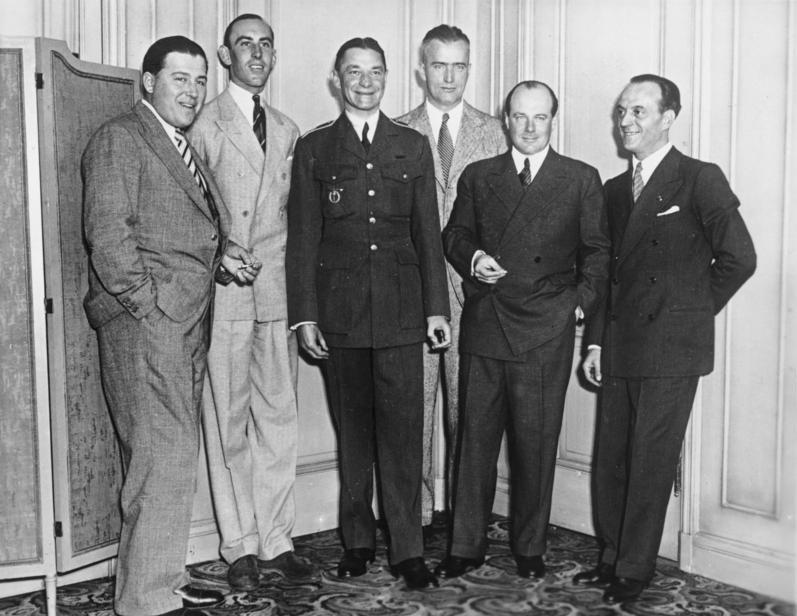
Ernst Udet (jobbról második) Amerikában, egy pilótatalálkozón

| Sorszám     | Dátum                | Beosztási hely | Ellenséges repülő típusa | Csata helye         |
| 1           | 1916. március 18.    | KEK Habsheim   | Farman F40               | Mulhausen           |
| 2           | 1916. október 12.    | Jasta 15       | Bréguet-Michelin         | Rustenhart          |
| 3           | 1916. december 24.   | Jasta 15       | Caudron G.IV             | Oberaspach          |
| 4           | 1917. február 20.    | Jasta 15       | Nierpourt                | Aspach              |
| 5           | 1917. április 24.    | Jasta 15       | Nieuport                 | Chavignon           |
| 6           | 1917. május 5.       | Jasta 15       | SPAD VII                 | Bois de Ville       |
| 7           | 1917. augusztus 14.  | Jasta 37       | D.H.4                    | Pont-a-Vendin       |
| 8           | 1917. augusztus 15.  | Jasta 37       | Sopwith 1½ Strutter      | Pont-a-Vendin       |
| 9           | 1917. augusztus 21.  | Jasta 37       | D.H.4                    | Ascq                |
| 10          | 1917. szeptember 17. | Jasta 37       | D.H.5                    | Izel                |
| 11          | 1917. szeptember 24. | Jasta 37       | Sopwith Camel            | Loos                |
| 12          | 1917. szeptember 28. | Jasta 37       | Sopwith Camel            | Wingles             |
| 13          | 1917. szeptember 28. | Jasta 37       | Sopwith Camel            | Vermelles           |
| 14          | 1917. október 18.    | Jasta 37       | S.E.5a                   | Deulemont           |
| 15          | 1917. november 28.   | Jasta 37       | D.H.5                    | Poelcapelle         |
| 16          | 1917. december 5.    | Jasta 37       | S.E.5a                   | Westroosebeke       |
| 17          | 1918. január 6.      | Jasta 37       | Nieuport                 | Bixschoote          |
| 18          | 1918. január 28.     | Jasta 37       | Scout                    | Bixschoote          |
| 19          | 1918. január 29.     | Jasta 37       | Bristol F.2b             | Zillebeke           |
| 20          | 1918. február 18.    | Jasta 37       | Sopwith Camel            | Zandvoorde          |
| Igazolatlan | 1918. március 9.     | Jasta 11       | Nieuport                 | Houthem             |
| 21          | 1918. március 27.    | Jasta 11       | R.E.8                    | Albert-Bapaume      |
| 22          | 1918. március 28.    | Jasta 11       | Sopwith Camel            | Albert - Bapaume    |
| 23          | 1918. április 6.     | Jasta 11       | Sopwith Camel            | Hamel               |
| 24          | 1918. május 31.      | Jasta 4        | Bréguet 14               | Soissons            |
| 25          | 1918. június 2.      | Jasta 4        | Bréguet 14               | Neuilly             |
| 26          | 1918. június 5.      | Jasta 4        | SPAD                     | Buzancy             |
| 27          | 1918. június 6.      | Jasta 4        | SPAD                     | Faverolles          |
| 28          | 1918. június 7.      | Jasta 4        | SPAD                     | Villers - Cotterêts |
| 29          | 1918. június 13.     | Jasta 4        | SPAD                     | Faverolles          |
| 30          | 1918. június 14.     | Jasta 4        | SPAD                     | Pierre - Aigle      |
| 31          | 1918. június 23.     | Jasta 4        | Bréguet 14               | Ferté - Milon       |
| 32          | 1918. június 23.     | Jasta 4        | Bréguet 14               | Crouy               |
| 33          | 1918. június 24.     | Jasta 4        | Bréguet 14               | Montigny            |
| 34          | 1918. június 25.     | Jasta 4        | SPAD                     | Longpont Woods      |
| 35          | 1917. június 25.     | Jasta 4        | SPAD                     | Chavigny Ferme      |
| 36          | 1918. június 30.     | Jasta 4        | SPAD                     | Faverolles          |
| 37          | 1918. július 1.      | Jasta 4        | Bréguet 14               | Pierrefont - Morte  |
| 38          | 1918. július 1.      | Jasta 4        | SPAD                     | Faverolles          |
| 39          | 1918. június 2.      | Jasta 4        | Nieuport 28              | Bezu - St. Germaine |
| 40          | 1918. július 3.      | Jasta 4        | SPAD                     | Laveraine           |
| 41          | 1918. augusztus 1.   | Jasta 4        | Nieuport 28              | Cramaille           |
| 42          | 1918. augusztus 1.   | Jasta 4        | Bréguet 14               | Muret-Crouettes     |
| 43          | 1918. augusztus 1.   | Jasta 4        | SPAD VII                 | Bagneux             |
| 44          | 1918. augusztus 4.   | Jasta 4        | SPAD VII                 | Braisne             |
| 45          | 1918. augusztus 8.   | Jasta 4        | S.E.5a                   | Fontaine-le-Cappy   |
| 46          | 1918. augusztus 8.   | Jasta 4        | S.E.5a                   | Barleux             |
| 47          | 1918. augusztus 8.   | Jasta 4        | Sopwith Camel            | Foucaucourt         |
| 48          | 1918. augusztus 9.   | Jasta 4        | Sopwith Camel            | Vauvillers          |
| 49          | 1918. augusztus 9.   | Jasta 4        | Sopwith Camel            | Herleville          |
| 50          | 1918. augusztus 10.  | Jasta 4        | Sopwith Camel            | Morcourt            |
| 51          | 1918. augusztus 10.  | Jasta 4        | Sopwith Camel            | Fay                 |
| 52          | 1918. augusztus 11.  | Jasta 4        | D.H.9                    | Chaulnes            |
| 53          | 1918. augusztus 12.  | Jasta 4        | S.E.5a                   | Péronne             |
| 54          | 1918. augusztus 14.  | Jasta 4        | Bristol F.2b             | Vermandouvillers    |
| 55          | 1918. augusztus 15.  | Jasta 4        | Sopwith Camel            | Herleville          |
| 56          | 1918. augusztus 16.  | Jasta 4        | SPAD VII                 | Foucaucourt         |
| 57          | 1918. augusztus 21.  | Jasta 4        | S.E.5a                   | Hébuterne           |
| 58          | 1918. augusztus 21.  | Jasta 4        | Sopwith Camel            | Courcelles          |
| 59          | 1918. augusztus 22.  | Jasta 4        | Sopwith Camel            | Bray                |
| 60          | 1918. augusztus 22.  | Jasta 4        | S.E.5a                   | Maurepas            |
| 61          | 1918. szeptember 26. | Jasta 4        | D.H.9                    | Buch                |
| 62          | 1918. szeptember 26. | Jasta 4        | D.H.9                    | Metz                |

### Légi győzelmeinek megoszlása
- 1916: Ebben az évben kezdett el aktív katonai szolgálatot végezni, első légi győzelmét 1916. március 18-án szerezte meg. 1916 második félévétől a Jasta 15 pilótája volt. Ebben a repülőszázadban öt légi győzelmet ért el. Ebből az ötből csupán kettőt 1916 évében.[3]
- 1917: 2 repülő században a Jasta 15-ben és a Jasta 35-ben is szolgált. 1917 évében 12 légi győzelmet aratott. Elsősorban angol vadászgépek ellen harcolt (Pl.: 3 Sopwith Camelt, és 4 D.H. lőtt le. 1917. december 5-én aratta utolsó 1917-es légi győzelmét.[3]
- 1918: Udet légi győzelmeinek zömét 1918 évében érte el. 62 légi győzelméből 44 igazoltat, és egy igazolatlant ezen évben szerezte meg. Főként három vadász században szolgált, a Jasta 11-ben, a Jasta 37-ben és a Jasta 4-ben. Szolgálata nagy részét az utóbbiban töltötte. 44 győzelme közül 14 angol Sopwith Camel volt, amelyet a szakértők az első világháború egyik legjobb vadászrepülőjének tartanak. Számos győzelmet ért el még SPAD, és Breguet 14 típusú gépekkel is. Élete utolsó légi győzelmét 1918. szeptember 26-án szerezte meg.[3]

### A két háború között

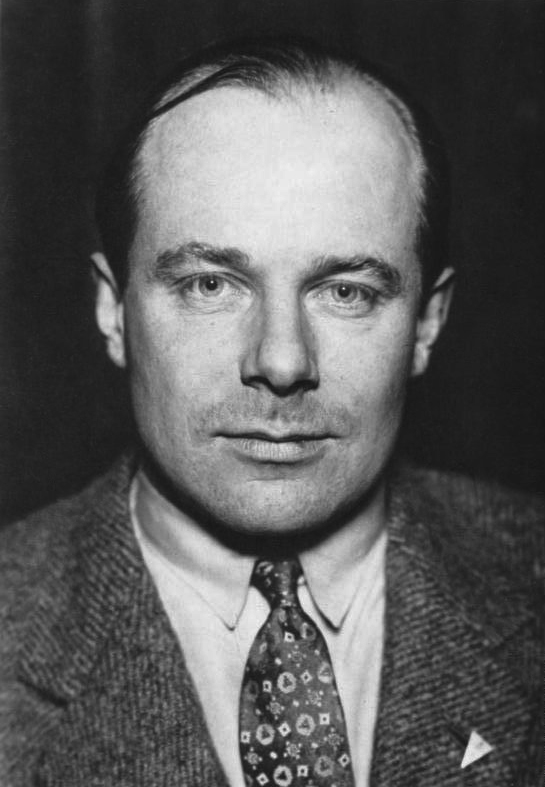
Udet a két világháború között

1920. február 25-én házasságot kötött Eleonore (Lola) Zinkkel, de felesége három évvel később, 1923. február 16-án eltűnt. Nem tudni mi történhetett vele.
Az első és a második világháború között Udet aktív sportrepülési karriert folytatott. 1922-ben megalapította repülőgépgyárát, amely az Udet-Flugzeugbau nevet kapta. Miután a gyárnak sikerült kezdőtőkét szereznie, megkezdődhetett a sport- és kaszkadőr repülőgépek gyártása. Udet a gyár U-4-es típusú repülőgépével Dél-Amerika felé ment, ahol megnyerte a Rosario és Buenos Aires közötti repülőversenyt. Minden repülőjének törzsén az "LO" felirat díszelgett, menyasszonya Eleonore (Lola) Zink tiszteletére. Azonban idegrendszere nem tudta feldolgozni a rengeteg történést. Hermann Göring árnyékában Udet is egyre inkább a német vezérkar fényűző életet élő parancsnokaihoz kezdett hasonlítani. Filmszerepléseivel, és légi bemutatóival hatalmas népszerűségre és vagyonra is szert tett. Egyre jobban elhanyagolta azonban a gyárát, majd végül 1923-ban beszüntette vele való kapcsolatát. Szívesebben vacsorázgatott filmproducerek, hírességek társaságában. Sokkal jobban érdekelték a nők, a szerencsejátékok és a drog.
Udet tetszését (akárcsak barátjáét, Göringét) sosem nyerte meg egyetlen új típusú vadászrepülő sem, mivel ő hozzászokott az első világháborús Albatroszok nyitott pilótafülkéjéhez, hangos zúgásához, és nem tudta értékelni az új gépeket. Egyszer még az új Messerschmitt 109-sel is repült, de a gép oldalát megpaskolva csak ennyit mondott a mellette álló Willy Messerschmittnek: „Ebből sohasem lesz harci gép!” Ebben Udet igen nagyot tévedett, mivel a „messzerek” legendássá váltak (miközben a második világháború legkiválóbb repülőgépei lettek) és kivívták a többi ország elismerését is. 

| „ | Willy, ebből sohasem lesz harci gép! | ” |
|   |                                      |   |

Érthető tehát, hogy a szakképzett vezérkar heves tiltakozása ellenére megválasztott repülési főfelügyelőt nem fogadta kifejezett öröm. Az általa irányított részlegen teljes zűrzavar uralkodott. Udet szívesen töltötte idejét klubokban (gyakran prostituáltak társaságában), és egyre többször szedett különböző drogokat. Ennek ellenére – mivel a führer barátjának legjobb cimborája volt – folyamatosan emelkedett a ranglétrán, és nemsokára a műszaki osztály vezetőjévé léptették elő, főfelügyelői rangja mellett. Milch tábornagy pedig jogosan kritizálta őt, de ez ekkor már nem nagyon érdekelte Udetet, aki ekkor már kezdett belebetegedni a rá háruló szervezési feladatokba. Amilyen kiváló pilóta és katona volt, olyan rossz szervező és parancsnok lett.

### Udet mint színész
A két világháború közötti időkben Udet, Arnold Fanck némafilmjeiben többször is főszerepet, illetve szerepet játszott. Ezen filmekben Udet még jobban megvillogtatta repülési képességeit. Volt hogy centiméterekre a földtől száguldozott. Nagy valószínűséggel összesen az alábbi négy filmben szerepelt:
- The White Hell of Piz Palu (Weiße Hölle vom Piz Palü), 1929[5]
- Storm over Mont Blanc (Stürme über dem Mont Blanc), 1931[5]
- S.O.S Iceberg (S.O.S. Eisberg), 1933[5]
- Miracle of Flight (Wunder des Fliegens), 1935[5]

Egyes források szerint még Afrikában is részt vett számos ismeretterjesztő film forgatásában, amelyek főként a szavannák élővilágát mutatták be. Figyelemre méltó repülőtudásának bizonyítéka, hogy egy alkalommal olyan közel repült a földhöz, hogy egy felugró oroszlán megrongálta repülőgépét.

### A második világháborús részvétele

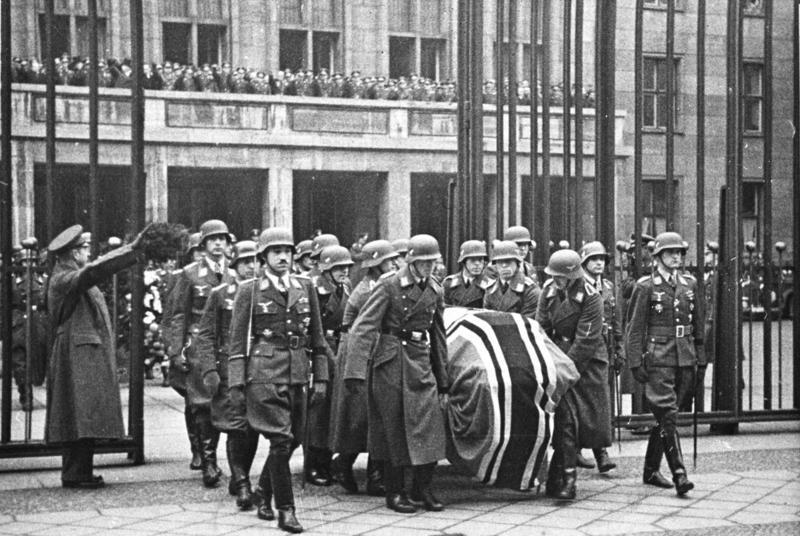
Udet díszes katonai temetése Berlinben

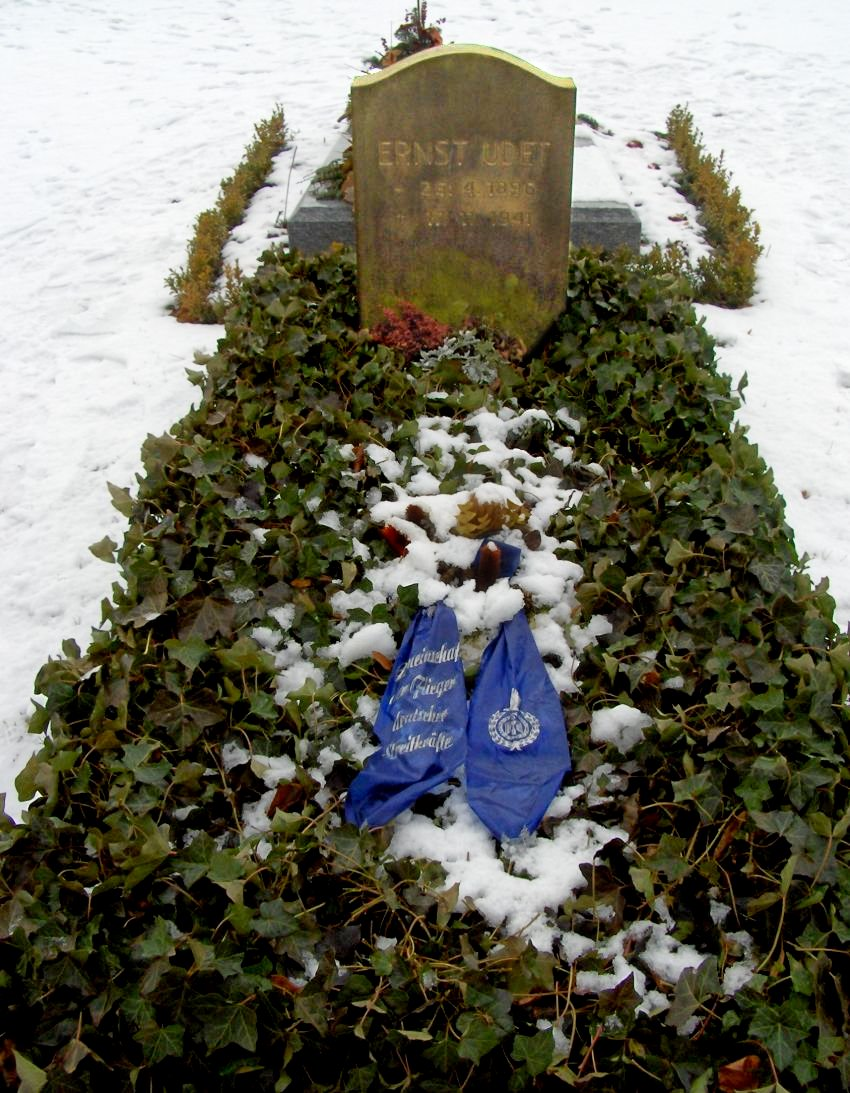
Udet sírja az Invalidenfriedhof temetőben, Berlinben

1933-ban Adolf Hitler hatalomra került. Udet nem szerette a nácik brutalitását, és antiszemitizmusát, és nem is kívánt részt venni a német katonai vezetés munkájában, ráadásul abszolút nem érdekelte a politika. Az 1934. év elején ő tanította repülésre Erhard Milch minisztert, aki később legnagyobb riválisa és ellenfele lett. Abban az évben eleget tett a német vezérkar (főként Göring) kérésének, és visszatért a katonai pályára. Ezt önszántából soha sem tette volna meg, azonban Göring addig beszélte tele a fejét, míg végül kénytelen volt elfogadni a Harmadik Birodalom által nyújtott állást. Egyébként később kiderült, hogy Göring csak kihasználta Udetet, akit csupán hírneve és dicsősége miatt ültetett posztjára. Udetnek  továbbra is voltak aggályai a nácikkal szemben, de úgy döntött, eleget tesz a kérésnek, hiszen szolgálnia kell hazáját. Hazafiassága és a német légierő megerősítésének gondolata lebegett a szeme előtt, sajnos azonban ehhez nem rendelkezett a szükséges szervezői és vezetői képességgel.
A háború előestéjén mint Generalluftzeugmeister, azaz fegyverkezési és közbeszerzési igazgató szolgált. 1939-ben Udet az olasz-német kapcsolatok megerősítése végett Észak-Afrikában elkísérte egy repülésre Italo Balbo olasz marsallt. Hazatérése után újra előléptették, ezúttal a Luftwaffe főfelügyelőjévé. Udet azonban katasztrofális szervezési képességekkel bírt, ez pedig az angliai csata során ütközött ki komolyabban. Ekkoriban igencsak visszaesett a német repülőgépgyártás, ezzel együtt a hatékonyság is. Ekkor a német légierő a kezdeti sikerek után a keleti fronton is vereséget szenvedett, az ekkorra hatalommániássá vált Erhard Milch pedig kihasználta a lehetőséget, és lelkileg kezdte összetörni Udetet. A főfelügyelő végső elkeseredésében az alkoholba menekült, stimulánsokat szedett, szerencsejáték-adósságokat csinált. Milch egyre növekvő nyomásának hatására a mindig becsületes és lelkiismeretes pilóta belátta, a Luftwaffe veresége miatt csak ő okolható. Természetesen ez nem így volt, azonban Udeten ekkorra már annyira eluralkodott a pesszimizmus és a kedvetlenség, hogy Göring tanácsára egy szanatóriumba vonult, komolyabb idegi kezelésekre.

### Halála
Az ekkor már a hazugságokkal megtört és lelkibeteg Udet  párizsi szanatóriumából szemlélte a háború eseményeit. 1941. november 16-án Milch meglátogatta, és megadta neki a kegyelemdöfést, éppen az, aki az egykori első világháborús ászpilótát már korábban emberi ronccsá tette. Látogatása során ismét szóba hozta a repülőgépgyártás alacsony színvonalát. Ezzel elérte amit akart, másnap reggel a főfelügyelőt holtan találták meg szobájában, öngyilkos lett.
Udetet roppantul felbőszítette, hogy Göring, akinek több évig legjobb barátja volt, elárulta őt. Szállodai szobájában találtak rá, mellette több konyakos üveg és a revolvere feküdt, elszórva. Búcsúlevelében azt írta Göringnek, hogy szerinte a NSDAP vezér lepaktált a zsidó származású Milchhel. Írja is volt barátjának: „Vasember! Cserbenhagytál!” Göring ezek után saját kezűleg írta meg jelentését a főfelügyelő haláláról, amelyet úgy tettek közzé, mintha Udet egy új titkos fegyver tesztelése közben vesztette volna életét.
Érdekesség, hogy Udetet a német pilóták nagy része még halálakor is tisztelte, pedig a Luftwaffe egész szervezetének inkább ártott, mint használt. Ez a megbecsülése tehát inkább hírnevének, és becsületességének tudható be. Halálhíre igen megrázta a német légierő (1941-ben még) legkiválóbb és legsikeresebb pilótáját, Werner Mölderst is. Mölders tisztelegni kívánt Udet koporsója mellett, ezért az orosz frontról egy szállítógépen indult a november 22-ére kitűzött temetésre. A sors játéka, hogy az egyik legkiválóbb német ászpilóta soha nem érkezett meg, mert gépe az úton hóviharba került, s lezuhant (Mölders helyét később Galland vette át). (Mölders egy Heinkel He 111-esen kelt útra Berlinbe, november 21-én. Göring a rossz időjárási körülmények miatt megtiltotta, hogy ő vezessen. Már elhagyták Łódź városát, amikor a bal motor felmondta a szolgálatot. A Heinkel pilótájának csak két lehetősége volt, a kényszerleszállás, vagy egy hosszú út Breslau repteréig. Kolbe (a gép pilótája) főhadnagy az utóbbit választotta. A gép sikeresen elérte a repteret, ám többszöri próbálkozásra sem tudott leszállni. Eljött az idő a kényszerleszállásra. A pilóta egy közeli réten akarta lerakni a gépet. Fokozatosan ereszkedett. Egyszer csak egy gyár sziluettje tűnt fel a pilótafülke előtt. Kolbe hiába akarta felhúznia a gépet, a jobb motor is csütörtököt mondott. Az irányíthatatlan gép az épületnek csapódott. A háború addigi legeredményesebb német pilótája azonnal meghalt: gerince eltörött, mellkasa összeroncsolódott.)
Az első világháború 2. legeredményesebb német ászpilótáját, a Luftwaffe főfelügyelőjét végül novemberben temették el Berlinben, az Invalidenfriedhof temetőben. Temetése hatalmas katonai pompával történt, még a führer és a vasember is megjelent a koporsónál.

## Képgaléria

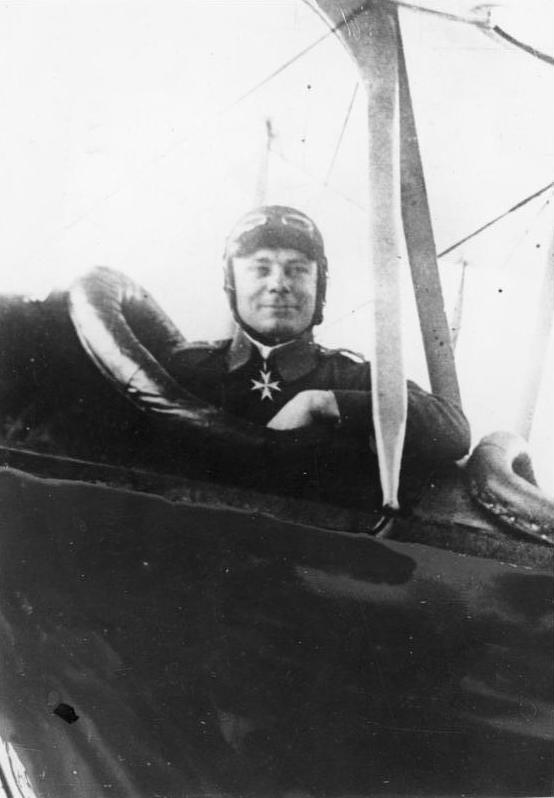
Ernst Udet 1920-ban
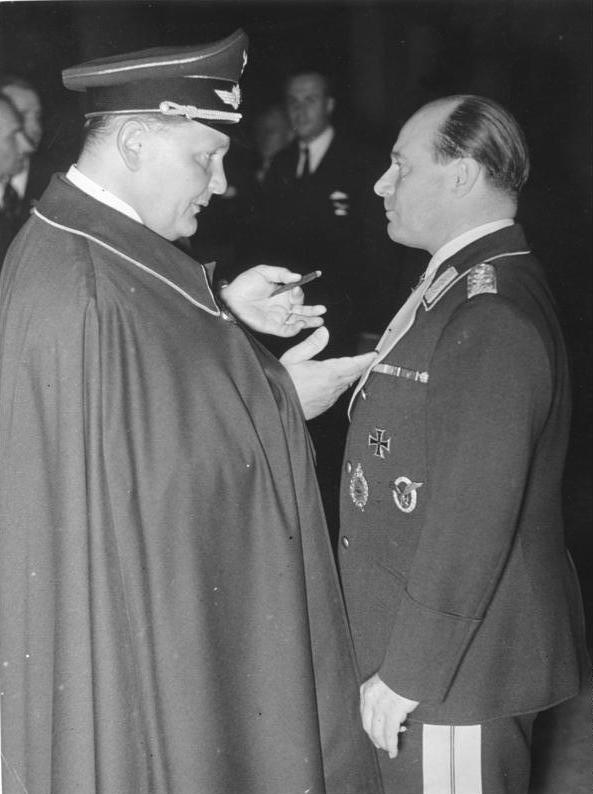
Ernst Udet Hermann Göring társaságában
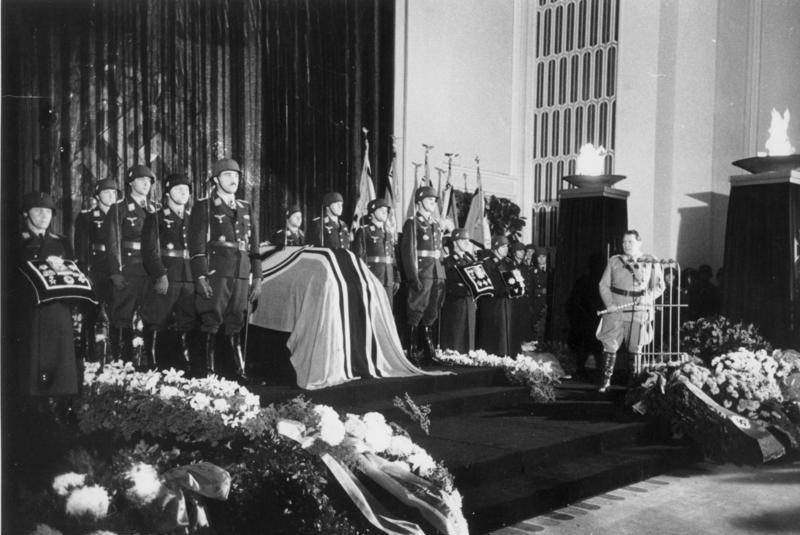
Udet temetéséről készült fénykép. Jobboldalt Hermann Göring látható
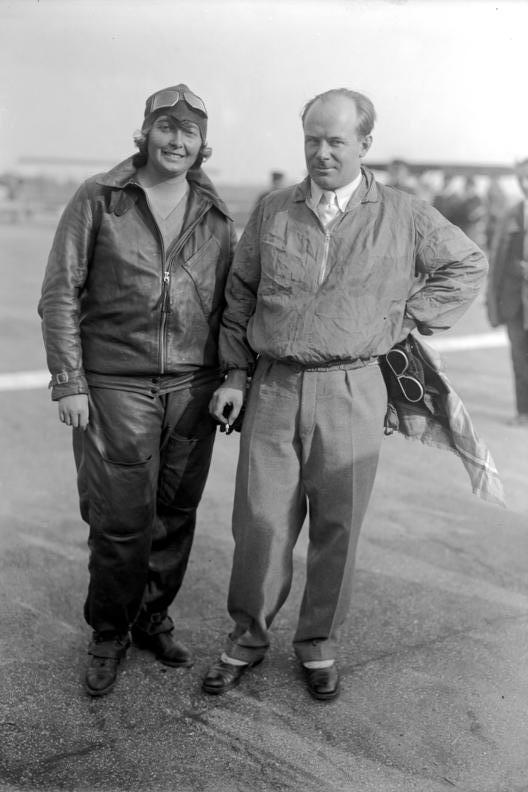
Thea Rasche társaságában (1928. szeptember)
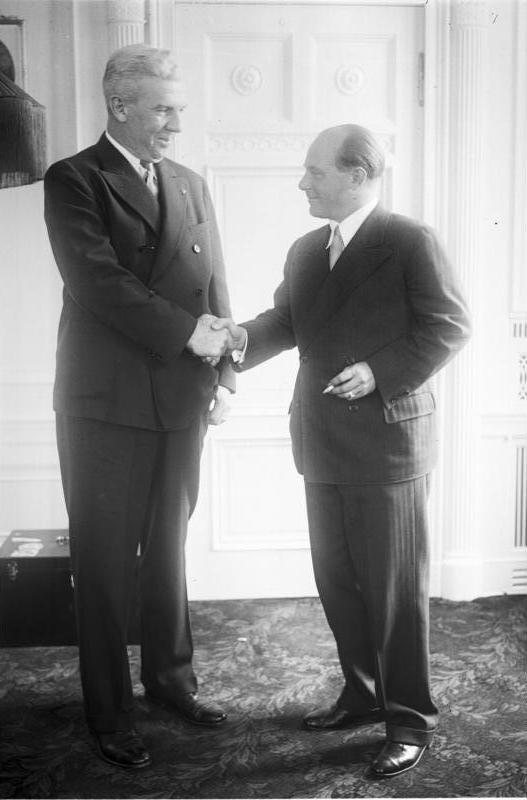
Savage ezredessel
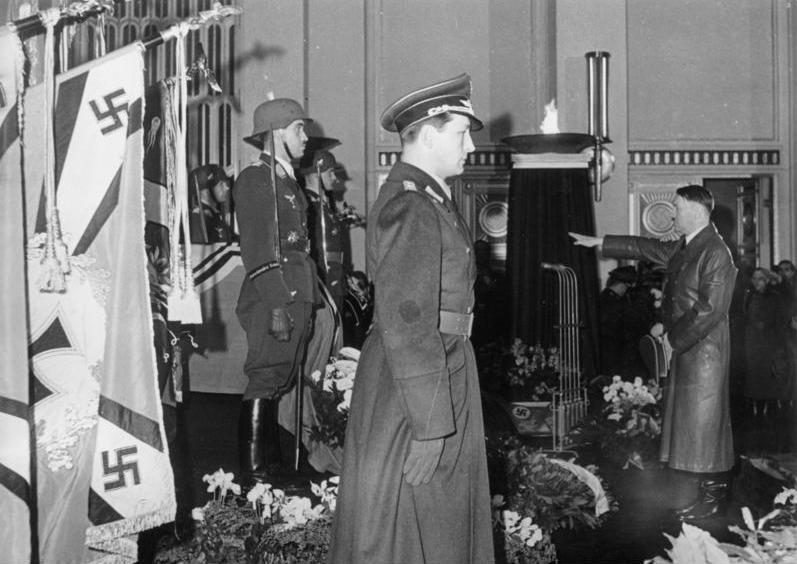
A führer tiszteleg Udet koporsója előtt

### Elsődleges
- Ernst Udet az Aerodrome honlapján (angol nyelven). The Aerodrome.com. (Hozzáférés: 2010. december 5.)
- Ernst Udet fiatalkora, és a világháború első évei (magyar nyelven). Histroyan.net16.net. [2010. április 29-i dátummal az eredetiből archiválva]. (Hozzáférés: 2010. december 5.)
- Életrajza a Histroxnet.com-on (angol nyelven). Hitsorynet.com. (Hozzáférés: 2011. február 15.)

### Másodlagos
- Udet életrajza (angol nyelven). Acepilots.com. (Hozzáférés: 2011. április 15.)